# Oszanite
Oszanite (bułg. Ошаните) – wieś w środkowej Bułgarii, w obwodzie Gabrowo, w gminie Trjawna. Wieś jest niezamieszkana.